# اينفرنس (إلينوي)
اينفرنس (بالإنجليزية: Inverness)‏ هي قرية تقع في الولايات المتحدة في إلينوي. يقدر عدد سكانها بـ 7,399 نسمة .

## الموقع الجغرافي
الموقع الجغرافي للمناطق المحيطة بهذه النقطة هو كالتالي: